# Atletica leggera ai XVI Giochi del Mediterraneo - Salto in alto maschile
La prova di salto in alto maschile dei XVI Giochi del Mediterraneo si tenne presso lo Stadio Adriatico di Pescara il 1º luglio 2009, con inizio alle ore 18.00, e fu vinta dal cipriota Kyriakos Iōannou con la misura di 230 cm, nuovo primato dei Giochi del Mediterraneo.

## Risultati[3][4]
| Class | N.  | Atleta                | Nazione | Risultati | 1.95 | 2.00 | 2.05 | 2.10 | 2.15 | 2.18 | 2.21 | 2.24 | 2.26 | 2.28 | 2.30 | 2.32 | Note              |
| ----- | --- | --------------------- | ------- | --------- | ---- | ---- | ---- | ---- | ---- | ---- | ---- | ---- | ---- | ---- | ---- | ---- | ----------------- |
| 1     | 52  | Kyriakos Iōannou      | Cipro   | 230       | /    | /    | /    | O    | /    | /    | XO   | O    | XXO  | /    | O    | X/   | Record dei Giochi |
| 2     | 178 | Konstadinos Baniotis  | Grecia  | 228       | /    | /    | /    | /    | O    | /    | XO   | XXO  | /    | O    | X/   | XX   |                   |
| 3     | 417 | Dragutin Topić        | Serbia  | 226       | /    | /    | /    | /    | XO   | /    | O    | /    | XO   | /    | X/   | XX   |                   |
| 4     | 256 | Filippo Campioli      | Italia  | 224       | /    | /    | /    | O    | O    | O    | O    | O    | XXX  | -    | -    | -    |                   |
| 5     | 260 | Giulio Ciotti         | Italia  | 224       | /    | /    | O    | O    | XO   | XO   | XXO  | XXO  | XXX  | -    | -    | -    |                   |
| 6     | 79  | Javier Bermejo Merino | Spagna  | 221       | /    | /    | /    | O    | /    | O    | O    | XXX  | -    | -    | -    | -    |                   |
| 7     | 74  | Karim Elsayed         | Egitto  | 221       | /    | /    | /    | O    | O    | XO   | XO   | XXX  | -    | -    | -    | -    |                   |
| 8     | 465 | Mustafa Onur Demir    | Turchia | 215       | /    | /    | /    | O    | XXO  | XXX  | -    | -    | -    | -    | -    | -    |                   |
| 9     | 428 | Majed Aldin Gazal     | Siria   | 215       | /    | /    | XO   | O    | XXO  | XXX  | -    | -    | -    | -    | -    | -    |                   |
| 10    | 183 | Nikolaos Gkiosis      | Grecia  | 210       | /    | /    | O    | O    | XXX  | -    | -    | -    | -    | -    | -    | -    |                   |
| 11    | 411 | Branko Djuricic       | Serbia  | 210       | /    | /    | XXO  | O    | XXX  | -    | -    | -    | -    | -    | -    | -    |                   |
| 12    | 122 | Mickael Diaz          | Francia | 210       | /    | /    | O    | XXO  | XXX  | -    | -    | -    | -    | -    | -    | -    |                   |
| 13    | 121 | Abdoulaye Diarra      | Francia | NM        | /    | /    | /    | XXX  | -    | -    | -    | -    | -    | -    | -    | -    |                   |